# Nastasia Rugani
Nastasia Rugani est une romancière jeunesse française née à Pont-à-Mousson en 1987.

## Biographie

### Enfance et formation
Nastasia Rugani nait en 1987 à Pont-à-Mousson.

### Carrière littéraire
Nastasia Rugani publie son premier roman, Tous les héros s'appellent Phénix, en 2014. Celui-ci est ensuite adapté en BD. Le livre est lauréat de sept prix littéraires.
En 2018, son roman Milly Vodovic, publié aux éditions MeMo, fait partie des dix livres sélectionnés dans le cadre du Prix Vendredi. Il reçoit une mention spéciale « pour sa langue et son ambition littéraire ». Il remporte également le prix Sorcières 2019.
En 2021, elle publie chez Gallimard Jeunesse Je serai vivante, racontant la déposition d'une adolescente à la gendarmerie à la suite d'un viol. Face au gendarme, elle se sent incomprise. « Elle se fond dans sa douleur, l’exprime à nu, comme un cri dont la puissance est foudroyante. » explique Michel Abescat de Télérama. Je serai vivante est sélectionné pour le Prix Vendredi 2021. Il obtient à nouveau une mention spéciale.
En 2023, elle publie à L'École des loisirs La Fin de Velvet illustré par Marc Boutavant, à lire à partir de 6 ans. L'album raconte le décès de Velvet, la grande sœur de Lima qui était malade depuis plusieurs mois, à travers le récit d'un voyage imaginaire qu'elles vivent toutes les deux, ponctué de leurs souvenirs heureux. « Nastasia Rugani et Marc Boutavant transforment un sujet sensible en un doux conte éternel. » écrit Frédérique Roussel de Libération.
Parallèlement, elle va à la rencontre des jeunes lecteurs. Elle écrit également parfois des articles de journaux.

### Vie privée
Nastasia Rugani vit au Mans.

## Publications

### Romans adolescents
- Tous les héros s'appellent Phénix, L’École des Loisirs, 2014
- Milly Vodovic, éditions MeMo, 2018
- Je serai vivante, Gallimard Jeunesse, 2021

### Albums enfants
- La Fin de Velvet, L’École des Loisirs, illustré par Marc Boutavant, 2023